# 우분투 TV
우분투 TV(Ubuntu TV)는 캐노니컬이 우분투 운영 체제에 기반해 만든 스마트 TV 운영 체제 중 하나다. Qt 애플리케이션 프레임워크로 작성된 유니티 2D 사용자 인터페이스를 사용한다.

## 같이 보기
- 우분투 리눅스
- 우분투 모바일
- 안드로이드용 우분투